# R257-es főút (Oroszország)
Az R257-es „Jenyiszej” főút (oroszul: Федеральная автомобильная дорога  «Енисей») Oroszország egyik szövetségi jelentőségű autóútja Krasznojarszk–Abakan–Kizil–Csadan–Handagajti és az orosz-mongol országhatár között. A Szajánokon vezet keresztül, hossza: kb. 1110 km. 
Korábban a Krasznojarszk–Kizil közötti hosszú útszakasz az M54-es jelzésű főút volt, (amely Erzinig tartott), de a régi útszámozás 2018. január 1-vel érvényét vesztette.

## Útvonal

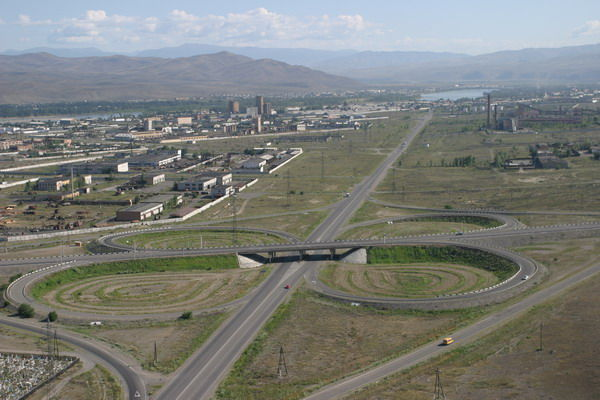
Az M54 és az A162 jelű utak csomópontja Kizil határában

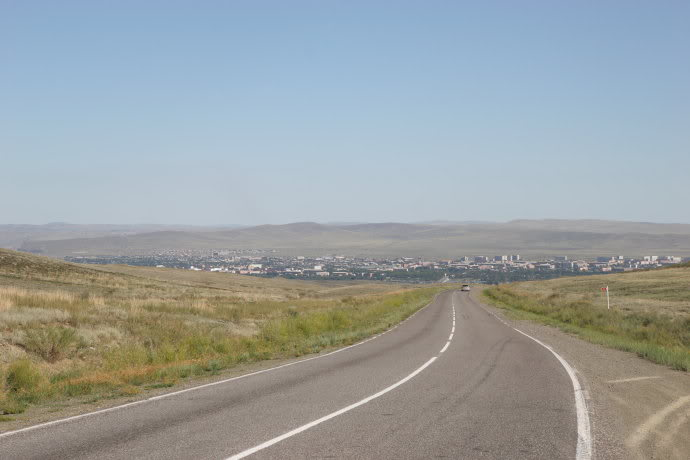
Az út Kizil felé

Krasznojarszknál csatlakozik az „Szibéria” főúthoz. A városból délnyugat felé kiindulva, majd délkelet felé fordulva a Krasznojarszki határterületen, Hakaszföldön és Tuván vezet keresztül. Tuva fővárosától, Kiziltől az út nem a régi M54-esen, hanem nyugat felé folytatódik (a korábbi A162-esen), 
Csadantól pedig dél felé (a korábbi A163-ason) halad a mongol határig.
- 0 km – Krasznojarszk
- 35 km – Gyivnogorszk
- 162 km – Balahta
- 243 km – Novoszjolovo
- 408 km – Abakan
- Jenyiszej, Bratszkij híd
- 430 km – Minuszinszk
- 472 km – Kazancevo –> Susenszkoje
- 650 km – Aradan
- 721 km – Turan
- 795 km – Kizil
- 907 km – Sagonar
- 1018 km – Csadan
- 1108 km – Handagajti
- 1113 km – országhatár